# Тенн (пьеса)
«Тенн» или «Тенес» (др.-греч. Τένης, Τέννης) — трагедия древнегреческого драматурга Еврипида (V век до н. э.) на сюжет, связанный с мифологией, часть тетралогии, включавшей трагедии «Пирифой» и «Радамант» и сатировскую драму «Сизиф». Её текст почти полностью утрачен. Сохранились несколько небольших фрагментов трагедии и часть гипотесиса (античного пересказа содержания)
Заглавный герой пьесы — мифологический персонаж, сын Кикна. Из-за ложного обвинения со стороны мачехи Филономы Тенна в ящике бросили в море. Он оказался на острове Левкофея, стал его царём и эпонимом. Позже Тенн принял участие в обороне Трои и погиб от рук Ахилла. Филонома же была казнена мужем и стала, таким образом, жертвой собственной лжи.
Афиней, цитируя трагедию «Пирифой», уточняет, что её автор — «либо Еврипид, либо тиран Критий», а автор «Жизнеописания Еврипида» называет «Тенна» «подложной» пьесой наряду с «Радамантом» и «Пирифоем». Исходя из этих данных, германский исследователь Ульрих фон Виламовиц-Мёллендорф первым предположил, что все эти пьесы были написаны Критием. В антиковедении можно встретить разные мнения на этот счёт: одни учёные согласны с аргументами Виламовица-Мёллендорфа, другие считают их недостаточно убедительными и либо предлагают свои, либо приписывают спорные пьесы Еврипиду.